# Ueno Tsuruhime
En aquest nom japonès, el cognom és Ueno.
Ueno Tsuruhime (上 野鶴 姫) fou una samurai que visqué durant el període Sengoku i que dugué a terme la càrrega suïcida, juntament amb el seu cos de trenta-quatre guerreres, contra l'exèrcit del clan Mōri al castell de Tsuneyama.

## Setge del castell de Tsuneyama
El 1575, l'exèrcit Mōri va atacar el castell de Bitchū Matsuyama. Després de mig any de batalla, el clan Mimura va perdre la batalla i Mimura Motochika (el germà de Tsuruhime) es llevà la vida. Poc després, l'exèrcit Mōri va arribar a la muntanya de Tsuneyama i va iniciar el setge al castell que s'hi erigia. Tsuruhime i el seu marit Takanori (l'últim líder del clan Ueno.) van lluitar desesperadament contra un exèrcit que els sobrepassava. A mesura que anaven perdent, una rere l'altra, les diferents seccions de la fortalesa, el nombre de soldats minvava gradualment i la caiguda de la plaça es feia cada cop més imminent.
Tsuruhime i el seu marit estaven decidits a morir i es van preparar per conduir a una sortida del castell per morir en batalla. Després Tsuruhime va baixar al pati del castell i va convidar les altres dones de la guarnició a unir-se a ella, però totes temien els possibles càstigs en la vida posterior. En la seva arenga, Tsuruhime els va assegurar que no haurien de témer res, perquè la mort al camp de batalla portaria al Paradís Occidental del Buda Amida, a la Terra Pura. En aquell moment es va obrir la porta del castell i Tsuruhime va conduir una càrrega suïcida contra l'avantguarda enemiga, acompanyada per altres 34 guerreres a les quals havia inspirat. La primera reacció de les tropes Mori va ser de sorpresa i incredulitat mentre ella avançava contra l'enorme exèrcit i, després de molta resistència, arribava al camp principal de l'enemic.
Ueno Tsuruhime va veure Nomi Munekatsu, el comandant de l'exèrcit Mōri, i va desafiar-lo a combat singular, però Munekatsu va dir que no seria capaç de lluitar contra una dona i va rebutjar educadament aquesta sol·licitud dient que era una dona d'honor. La victòria ja estava decidida, de manera que Ueno Tsuruhime va tornar al castell i cometé seppuku juntament amb les trenta-quatre guerreres, l'últim acte d'honor com a samurai. Takanori Ueno va seguir la seva dona fins a la mort, concloent així, l'any 1577, la història del clan Ueno a la província de Bizen.